# حنمة (بومة)
الحَنَمَة أو البومة القزمة (الاسم العلمي: Glaucidium)، جنس طيور من فصيلة البوم الحقيقي.
يتألف الجنس من 29 نوعًا موزعة في جميع أنحاء العالم. وهي في الغالب صغيرة القد. معظم أنواع البوم القزم ليلية وهي تصطاد بشكل رئيسي الحشرات الكبيرة والفرائس الصغيرة الأخرى.